# Graziano Bini
Pour les articles homonymes, voir Bini.
Graziano Bini (né le 7 janvier 1955 à San Daniele Po en Lombardie) est un footballeur italien.

## Biographie
En tant que libero, Graziano Bini fut international italien dans les équipes des moins de 21 ans (2 sélections) et moins de 23 ans (5 sélections).
Il commença sa carrière à l'Inter Milan pendant quatorze années. Son premier match fut joué le 7 mai 1972, contre la Sampdoria Gênes, qui se solda par un match nul (0-0). Il fut même capitaine de 1978 à 1985. Il remporta une Serie A en 1980, deux coupes d'Italie en 1978 et en 1982 et fut finaliste de la Ligue des champions en 1972, battu par l'Ajax Amsterdam.
Il fut transféré au Genoa CFC, club de Serie B. Il ne remporta aucun titre avec ce club.

## Clubs
- 1971-1985 : Inter Milan
- 1985-1988 : Genoa CFC

## Palmarès
- Ligue des champions de l'UEFA
  - Finaliste en 1972
- Coupe d'Italie de football
  - Vainqueur en 1978 et en 1982
  - Finaliste en 1977
- Championnat d'Italie de football
  - Champion en 1980